# Ростовское дело
«Росто́вское де́ло» или «де́ло росто́вских мальчи́шек» — это уголовное дело по обвинению 22-летнего Владислава Мордасова, 18-летнего Яна Сидорова и 18-летнего Вячеслава Шашмина из Ростовской области в покушении на организацию и участие в массовых беспорядках (статьи ч. 3. 30 УК и ч.1 и ч 2. 212 УК).
5 ноября 2017 года Мордасов и Сидоров вышли на пикет на центральную площадь к правительству Ростовской области, взяв с собой листовки, мегафон и два плаката с надписями «Верните землю ростовским погорельцам» и «Правительство в отставку». После того, как они развернули первый плакат, их арестовали полицейские. Шашмина задержали в соседних дворах. 6 ноября 2017 года Кировский районный суд за нарушения правил проведения публичных мероприятий (часть 2 статьи 20.2 КоАП) дал Сидорову и Мордасову семь суток административного ареста, Шашмину — пять, после чего их отправили в спецприёмник. 10 ноября 2017 года Следственный комитет РФ возбудил уголовное дело о подготовке массовых беспорядков в Ростове-на-Дону. На время следствия Шашмина отправили под домашний арест, Мордасова и Сидорова отправили в СИЗО, где они продолжали находиться на протяжении последующего времени. 4 октября 2019 года ростовский суд признал всех троих виновными в подготовке силового захвата здания правительства Ростовской области. Доказательствами их вины стала переписка в чате мессенджера Telegram, признательные показания, данные, по словам обвиняемых, под пытками, плакаты и армейский ремень Мордасова которым, по версии следствия, он собирался воспользоваться против органов правопорядка. Государственный обвинитель Елена Доброродная запросила Мордасову 8,5 лет тюрьмы строгого режима, Сидорову — 8 лет также строгого режима, Вячеславу Шашмину — три года общего режима. 4 октября 2019 года коллегия судей в лице Руслана Бакулева, Бориса Григорова и Сергея Шумеева приговорила Мордасова и Сидорова к тюремному заключению в колонии строгого режима, первого к 6 годам и 7 месяцам, второго к 6 годам и 6 месяцам, Шашмин получил 3 года условно, поскольку его признали виновным в покушении на участие в беспорядках. 30 июля 2020 года Верховный суд РФ снизил первым двум сроки до 4 лет лишения свободы. В дальнейшем стало известно, что Владислав Мордасов находится в ФКУ ИК-9 в городе Шахты в Ростовской области, Ян Сидоров содержится в колонии строгого режима № 10 в Димитровграде. 3 ноября 2021 года Владислав Мордасов и Ян Сидоров вышли на свободу.
26 декабря 2022 года стало известно, что на основании решения ЕСПЧ, Верховный суд РФ признал арест Яна Сидорова незаконным. Также известно, что Ян Сидоров вступил в организацию «Другая Россия Эдуарда Лимонова» и отправился добровольцем на войну против Украины.
Amnesty International назвала Мордасова, Сидорова и Шашмина узниками совести, правозащитная организация Мемориал признала их политзаключенными. Комментаторы сравнивают это дело с уголовными делами «Нового величия» из Москвы и «Сети» из Санкт-Петербурга и Пензы — громкими судебными процессами на рубеже десятых и двадцатых годов России с похожим «антигосударственным», протестным настроем, групповым характером преступления, отсутствием жертв, молодым возрастом обвиняемых, упоминанием пыток и итогом. Впоследствии, семьи фигурантов вышеупомянутых (и не только) процессов объединились в общественное движение «Матери против политических репрессий».

## Личности подсудимых
Владислав Евгеньевич Мордасов (6 мая 1996 года рождения) на момент ареста жил и учился городе Батайск, недалеко от Ростова-на-Дону. Отслужил в армии, работал грузчиком в магазине, работал на предприятии «Экоспас Батайск». По версии обвинения, создал чат «Революция 5/11/2017 Ростов-на-Дону» в месседжере Telegram чтобы устроить массовые беспорядки.
Ян Владимирович Сидоров (9 октября 1999 года рождения) на момент ареста жил и учился в Ростове-на-Дону, за месяц до задержания ему исполнилось 18 лет. Студент 3 курса филиала РАНХиГС по направлению «Экономика и бухгалтерский учёт». Рос без отца, подрабатывал грузчиком и промоутером, снимал часть комнаты. От Владислава Мордасова получил право администрировать чат «Революция 5/11/2017 Ростов-на-Дону» в месседжере Telegram.
Вячеслав Витальевич Шашмин (2 июля 1999 года рождения) на момент ареста жил в Ростове-на-Дону. Работал помощником бухгалтера, увлекался страйкболом. Состоял в чате «Революция 5/11/2017 Ростов-на-Дону» вместе с Сидоровым и Мордасовым, но до ареста не был знаком с ними лично. По своим словам на акцию шёл из интереса.

## Хронология

### «Ростовские погорельцы»
21 августа 2017 года в Ростове-на-Дону случился крупный пожар, который уничтожил 118 построек, пострадали более 600 человек, погиб один мужчина. Местные жители утверждают, что незадолго до пожара им угрожали и требовали продать дома и землю под строительство. В дальнейшем активисты организовали в соцсетях флешмоб с хэштегом #ПомогиРостов и предлагали отдать деньги, выделенные на праздник Дня города, пострадавшим.

### Пикет и арест
5 ноября 2017 года в полдень в городе Ростов-на-Дону 22-летний Владислав Мордасов и 18-летний Ян Сидоров вышли на пикет к правительству Ростовской области с плакатами в поддержку горожан, которые пытаются добиться компенсаций от властей за потерю имущества из-за крупного пожара, случившегося 21 августа 2017 года. С собой Мордасов и Сидоров взяли листовки, мегафон и два плаката с надписями «Верните землю ростовским погорельцам» и «Правительство в отставку». После того, как они развернули первый плакат, их арестовали полицейские. Позже, в суде Мордасов сообщил, что развернуть плакат требовали сами полицейские. 18-летний Вячеслав Шашмин в тот день шёл соседними дворами к месту акции. Полицейские его также задержали.

### Уголовный процесс
5 ноября всех троих доставили в отделение полиции и допрашивали приблизительно до 22:00. Мордасов позднее рассказывал, что сотрудник центра «Э», который устраивал допрос с ним, бил его в солнечное сплетение. По словам Мордасова, испугавшись дальнейших избиений, он подписал все бумаги, где, как оказалось, говорилось что он хотел свергнуть власть в Ростове. Потом всех троих отправили в камеры в отделении полиции. В суде Мордасов заявил, что в тот день не ознакомился с актом опроса, он его не читал.
6 ноября обвиняемых доставили в Кировский районный суд, где Мордасову и Сидорову дали семь суток административного ареста из-за нарушения правил проведения публичных мероприятий (часть 2 статьи 20.2 КоАП), Шашмину дали пять суток. Мордасов в суде рассказывал, что в тот день он подписал бумаги с признанием в административном нарушении потому что ему пообещали легкое наказание: штраф или несколько дней ареста. После этого их всех поместили в спецприёмник, по отдельным камерам. Мордасов в суде рассказывал, что на протяжении ареста к нему приходили сотрудники центра «Э», которые допрашивали его, запугивали и оскорбляли.
10 ноября Мордасова, Сидорова и Шашмина доставили в Следственный комитет РФ, где состоялся очередной допрос. Мордасов в суде сообщал, что в тот день его били по голове и лицу, а также душили противогазом до потери сознания. После избиений, в том числе будучи лежачим на полу и в область паха, Мордасов сознался, что вместе с Сидоровым собирался устроить массовые беспорядки. По словам Мордасова, следователь заставил его выучить признательные показания. Сидоров позднее сообщал, что в тот день к нему не пропустили его адвоката, взамен предоставили государственного защитника. По словам Сидорова, его заставили оговорить себя. Шашмин позднее сообщал, что на допросе рассказал, что пошёл на акцию потому что просто заинтересовался ею и что правоохранители посчитали это преступлением. После этого Следственный комитет РФ возбудил уголовное дело о подготовке массовых беспорядков в Ростове-на-Дону и задержал всех троих как подозреваемых. Мордасова и Сидорова отвезли в СИЗО, Шашмина оставили под стражей на месте.
12 ноября Ленинский районный суд г. Ростова-на-Дону постановил отправить Мордасова и Сидорова под стражу на два месяца. Шашмина отправили под домашний арест, а затем под подписку о невыезде.
17 ноября всем троим предъявили официальные обвинения в «покушении на организацию массовых беспорядков» (статьи 30 ч.3 и 212 ч.1) и «покушении на участие в массовых беспорядках» (статьи 30 ч. 3 и 212 ч. 2).

#### Экспертизы
По постановлению следствия были проведены несколько психолого-лингвистических экспертиз переписок участников телеграм-чата. Обе экспертизы были выполнены сотрудницами Центра судебной экспертологии имени Буринского Еленой Дубской и Еленой Голиковой. В первой экспертизе не оказалось сообщений за именами Мордасова, Сидорова и Шашмина, которые бы указывали на намерение обвиняемых устраивать массовые беспорядки. Во второй экспертизе исследователи анализировали сообщения Сидорова и пришли к выводу, что его фразу «если что-то случится, то уже по ситуации, если увидите, что кого то начнут задерживать, не даeм увести ребят, окружаем» участники чата могли понять в качестве «команды к началу силовой акции».

#### Суд
18 июня 2019 года начались слушания по «Ростовскому делу». В суд пришли местные общественные деятели, журналисты и правозащитники, также присутствовали представители Amnesty International на предложение которых организовать съемку судебного процесса, председатель коллегии ответил, что такую организацию как Amnesty International он не знает. Прокурор Геннадий Труханов подал ходатайство на запрет съемки в виду тайны следствия, однако суд всё же разрешил её вести. В дальнейшем суд приобщил к делу независимую психолого-лингвистическую экспертизу, поданную защитой и которая стала третьей в деле. Прокурор зачитал обвинение, из которого следовало, что Мордасов разделял взгляды запрещённого в России политического движения «Артподготовка», созданное оппозиционером Вячеславом Мальцевым и в связи с этим создал чат «Революция 5/11/2017 Ростов-на-Дону» в мессенджере Telegram, затем наделил Яна Сидорова правами администратора этого чата, после чего они провели несколько встреч в кафе «Шаурма 24» и «Блинная Вкуснолюбов» с другими участниками этого чата для обсуждения последующих силовых действий на площади на 5 ноября 2017 года. Следствие считает, что только «слаженная» работа полицейских помешала намерениям обвиняемых. Следствие поручило частной компании провести экспертизу переписок участников чата и в результате эксперты обнаружили в них призывы к насильственным акциям. Ян Сидоров в ответ заявил, что скриншоты переписок из чата вырваны из контекста, что сообщения с радикальными призывами написаны другими, что он с Мордасовым удалял участников, которые писали такие сообщения, но они не могли каждую минуту отслеживать все сообщения и не могут нести ответственность за сообщения других пользователей. Сидоров добавил, что даже в представленных на суде скриншотах видно, что он и Мордасов обсуждали мирную акцию. Мордасов и Шашмин сказали, что всё дело сфабриковано и у обвинения нет ни одного свидетеля, который бы подтвердил версию, что они собирались устраивать массовые беспорядки. В суде выступил свидетель Оганес Данелян, сержант полиции и сослуживец Владислава Мордасова. Данелян положительно охарактеризовал Мордасова и сказал, что тот не призывал его участвовать в протестных акциях.
21 июня состоялось второе заседание. На допросе выступила Марина Мордасова, мама Владислава Мордасова. Она сказала, что её сын при ней упоминал, что собирается поддержать ростовских погорельцев. По её словам, с сыном она никогда не обсуждала политику, что Владислав не испытывал к ней интереса, про политическую организацию «Артподготовка» она не слышала. Мордасова также добавила, что её сын участвовал в волонтерской деятельности и ухаживал за больным ребёнком. Затем выступил свидетель Рустам Курбанов, один из участников телеграм-чата «Революция 5/11/2017 Ростов-на-Дону». Он сказал, что познакомился с Мордасовым в мессенджере Telegram, а с Яном Сидоровым зимой в 2017 году. Курбанов сообщил, что был на встрече 3 ноября, которая предваряла последующие события 5 ноября. На встрече обсуждались плакаты и разные вещи не связанные с акцией. Курбанов также заявил, что пошёл на акцию 5 ноября из-за любопытства, после чего его задержали на семь суток административного ареста. Курбанов сообщил, что органы правопорядка давили и заставляли его подписать какие-то бумаги. Последний факт прокурор и суд оставили без внимания. Затем Ян Сидоров и Вячеслав Шашмин попробовали уточнить у Курбанова историю про давление полицейских, но судья отклонил эти вопросы. В суде выступили другие свидетели, один из которых рассказал, что в день акции 5 ноября вышел за сигаретами и в момент задержания слушал музыку в наушниках, обвиняемых он никогда не видел и не знает за что их судят. Были заслушаны показания Виталия Богомолова, одноклассника Шашмина, который заявил, что обвинения в адрес Шашмина бездоказательны. Также выступил свидетель, которому было шестнадцать лет, когда он присутствовал на акции 5 ноября. Он рассказал, что про телеграм-чат и митинг он ничего не знал, а в тот день собирался сфотографировать своего друга на Парамоновских складах; прокурор после этого зачитал показания последнего, которые он давал ранее и которые полностью отличались от того, что тот рассказал на суде. Прокурор зачитал, что у него с собой были каска, бита, другая защитная экипировка и что он с приятелем шли именно на митинг, после чего их задержали.
4 июля продолжился допрос свидетелей. Выступили восемь полицейских, которые арестовывали задержанных и сопровождали их до отдела полиции. Показания полицейских сводились к тому, что они плохо помнят события того дня, вместе с тем свои подробные письменные показания, данные раннее, они подтвердили. Полковник Дмитрий Дятлов, командир полка ППС сказал, что увидел 5 ноября на площади молодежь «с рюкзаками, свертками, плакатами в наколенниках, налокотниках, тактических перчатках и касках для страйкбола», и что эти люди оскорбляли полицейских и провоцировали их. Касательно Мордасова и Сидорова он не смог сказать, были они там или нет. Дятлов также ответил отрицательно на вопросы о том были ли у задержанных в тот день боеприпасы и оружие. Заместитель командира ППС Денис Медведев не смог ответить на вопрос о том были ли похоже что обвиняемые намереваются устроить беспорядки. Полицейский Закир Раджабов оценил ситуацию 5 ноября как «сумбурная», что некоторые лица с плакатом что-то выкрикивали. На все вопросы защитников обвиняемых о том, было ли у их подзащитных оружие, поджигали ли они что-нибудь, Раджабов ответил, что не помнит. Полицейский Александр Калашников также отвечал на вопросы, что не помнит детали того дня. После этого Владимир Сидоров, дедушка Яна Сидорова, со своего места громко предложил огласить показания, которые полицейские давали в день задержания. Из-за этого Владимира Сидорова увели из зала суда. Затем огласили показания Калашникова, из которых выяснилось, что Мордасов и Сидоров не ругались матом и «призывали свергнуть действующее правительство» и что «публичное мероприятие могло перерасти в силовое противостояние». Также стало известно, что Калашников доставил Мордасова в полицию после отказа последнего предъявить документы. Затем адвокат Анатолий Папыкин подал ходатайство о проведении видеосъемки судебного процесса, но суд отказал в виду того, что это «будет оказывать давление на свидетелей».
9 июля допросили Андрея Шпитько, оперативного сотрудника центра «Э». Он рассказал, что видел на митинге обвиняемых, что они держали плакаты и мегафон и вели себя провокационно, не обращали внимания на действия полиции. По словам Шпитько — и как сам он говорит, что в этом ему признался Мордасов на допросе — Мордасов и Сидоров хотели запустить волну протеста и «свергнуть власть». Затем выступил Станислав Залевский, майор центра «Э», который анализировал телеграм-чат Мордасова. По словам майора он не помнит призывали Мордасов или Сидоров к массовым беспорядкам, но точно знает, что в телеграм-чате были призывы к силовым акциям и что там была учётная запись с наименованием «Влад Мордасов».
9 августа Мордасов и Сидоров дали в суде последние показания. Мордасов рассказал, что интересовался оппозиционной средой и смотрел YouTube-каналы Камикадзе Ди и «Артподготовки». Он сказал, что увидел чат «Революция в России» под одним из роликов Вячеслава Мальцева и зашёл на него. Там он познакомился с Олегом Коцаревым, с которым вместе решил создать чат ориентированный на региональную протестную повестку в мессенджере Telegram. Мордасов сказал, что он сам создал чат и что Коцарев наравне с ним стал администратором чата. По словам Мордасова, Коцарев назвал чат фразой «Революция 5/11/17» и установил логотип «Артподготовки» в качестве обложки чата. Мордасов сказал, что вскоре в чате стали появляться лица призывавшие к радикальным действиям, революции и насилию и что таких участников он удалял из чата. Мордасов сказал, что познакомился с Сидоровым в этом чате, и что последний также разделял его мирные взгляды. Сидоров предложил встретиться, что и случилось 3 ноября в Публичной библиотеке. На встрече присутствовали Олег Коцарев и Рустам Курбанов. Все решили, что если 5 ноября будет мало людей, то они устроят пикет, если будет много — митинг.
11 сентября состоялись прения. По версии следствия, все трое планировали устроить массовые беспорядки, «погромы» на центральной площади и нанести «телесные повреждения» представителям власти, в том числе полицейским. Целью этого противостояния, как считает обвинение, был захват здания правительства Ростовской области. Доказательствами вины стала переписка в чате мессенджера Telegram, признательные показания, данные, по словам обвиняемых, под пытками, плакаты и армейский ремень Мордасова которым, по версии следствия, он собирался воспользоваться против органов правопорядка. Государственный обвинитель Елена Доброродная запросила Мордасову 8,5 лет тюрьмы строгого режима, Сидорову — 8 лет также строгого режима, Вячеславу Шашмину — три года общего режима.

#### Приговор
4 октября 2019 года коллегия судей в лице Руслана Бакулева, Бориса Григорова и Сергея Шумеева признала всех троих виновными в подготовке силового захвата здания областного правительства и приговорил Мордасова и Сидорова к тюремному заключению, первого к 6 годам и 7 месяцам колонии строгого режима, а второго к 6 годам и 6 месяцам тоже колонии строгого режима, Шашмин получил 3 года условно, поскольку его признали виновным только в покушении на участие в беспорядках.

### Апелляция
10 декабря Апелляционный суд оставил приговор в силе.

### Колония строгого режима
Сообщается, что 5 января 2020 года Владислава Мордасова и Яна Сидорова перевели в одиночные камеры СИЗО № 3 в Новочеркасске до отправки в колонию строгого режима. 7 февраля стало известно, что осужденных этапировали в колонию, но родственники не могут узнать конкретное местонахождение. В дальнейшем стало известно, что Владислав Мордасов находится в ФКУ ИК-9 в городе Шахты в Ростовской области, Ян Сидоров содержится в колонии строгого режима № 10 в Димитровграде.

### Снижение сроков заключения
30 июля Верховный суд России снизил Мордасову и Сидорову сроки до 4 лет лишения свободы.

### Отказ в условно-досрочном освобождении
22 октября 2020 года стало известно, что Яну Сидорову отказали в условно-досрочном освобождении. 23 ноября Надежда Сидорова на пресс-конференции заявила, что отказ обусловлен негативной характеристикой, указывалось, что её сын совершил 250 нарушений. Также выяснилось, что Яна Сидорова поставили на два профилактических учёта по таким причинам «Склонен к суициду и членовредительству» и «Склонен к дестабилизации нормальной жизни колонии и к массовым беспорядкам», что обязывает юношу посещать психолога для психокоррекции. Надежда Сидорова рассказала, что несмотря на то, что её сын дистанционно продолжает обучение, он на протяжении двух месяцев не может получить школьные материалы, которые 28 сентября были отправлены в колонию.
11 декабря того же года Владиславу Мордасову тоже отказали в условно-досрочном освобождении.

### Компенсация
21 января 2021 года появилась информация, что Европейский суд по правам человека удовлетворил жалобу Яна Сидорова о необоснованном содержании под стражей — ещё до приговора Сидоров находился в заключении около двух лет. Суд назначил ему компенсацию 2,7 тыс. евро.

### Штрафной изолятор
8 мая 2021 года стало известно, что за нарушение формы одежды Сидорова отправили на десять суток в штрафной изолятор — из-за того, что он надел спортивные штаны вместо форменных брюк.
15 октября 2021 года, за несколько недель до освобождения из колонии, Яна Сидорова, из-за того, что он не вышел на зарядку, на семь суток снова отправили в штрафной изолятор.

### Освобождение
3 ноября 2021 года Владислав Мордасов и Ян Сидоров вышли на свободу.
14 апреля 2022 года стало известно, что Ян Сидоров получил компенсацию от ФСИН за ненадлежащие условия содержания.

## Мнения и оценки
Поэт и писатель Дмитрий Быков написал «Ростовскую балладу» посвящённую Владиславу Мордасову и Яну Сидорову.
Оппозиционер Алексей Навальный назвал наказание в 6 лет колонии строгого режима «дичью», а судей «преступниками» и «людоедами».
Обозреватель «Эха Москвы» Антон Орехъ написал, что репрессии вышли за пределы столицы и «злодеи» из провинции «берут пример с Москвы».
Правозащитник, член Совета по правам человека Александр Брод назвал дело «резонансным», а приговор слишком суровым. Вместе с тем он призвал не героизировать осужденных, поскольку вменяют им поступки «далеко не ангельские».

### Недостаточность или отсутствие поддержки
Общественный и политический деятель Сергей Удальцев назвал ростовское дело «дикостью» и взывал к более активному освещению этого дела, говоря что «ребята может быть не так известны в широких слоях населения, не так раскручены, и что теперь, их сажать на такие сроки?» Писатель Виктор Шендерович отмечает, что участники «Ростовского дела» оказались «почти брошены общественным мнением». Руководитель «Руси Сидящей» Ольга Романова назвала пикет Сидорова и Мордасова «гражданским поступком нормальных зрелых граждан нормальной страны». Романова также добавила, что за всё это время, с 2017 года, что парни сидят, «никто из [ростовских] погорельцев не проявил солидарности, заинтересованности в их судьбах» за исключением появления на последних заседаниях и поблагодарила их, что всё-таки появились и надеется, что они «прочувствовали, как дорого обходится обществу равнодушие». Романова сравнила ростовское дело с известным делом Константина Котова, которого в 2019 году судили тоже по 212-й статье и отметила вещь, которую назвала «очень печальной», что «эти [ростовские] парни сидят с 2017 года, а публика любит „свежих“ зеков». По словам правозащитницы, «любую, самую раскрученную фигуру через год забывают». Политолог Андрей Колесников в эфире «Эхо Москвы» сказал, что никаких беспорядков обвиняемые не организовывали и заметил, что всё дело против них прошло «почти незаметно». Журналист и урбанист Илья Варламов написал в своём блоге, что подобные дела о людях «не из столицы» проходят почти незаметно и посетовал, что подобное в России не редкость, когда обвиняемые не получают достаточной поддержки со стороны общественности потому что про них мало кто знает или «их дела оказываются в тени более громких [процессов], более освещённых, более близких к Москве».

### Параллели с делами «Нового величия» и «Сети»
Комментаторы и исследователи при оценке «Ростовского дела» проводят параллели с делами «Нового величия» и «Сети» — громкими судебными процессами на рубеже 2010—2020-х годов с похожим «антигосударственным», протестным настроем, групповым характером преступления, отсутствием жертв, молодым возрастом обвиняемых, упоминанием пыток и итогом. Правозащитник Лев Пономарёв сказал, что «Ростовское дело» очень похоже на дела «Нового величия» и «Сети», только «ещё более грязное». Владимир Рувинский, колумнист газеты «Ведомости», находит «Ростовское дело» очень похожим на дело «Нового величия». По его словам, в обоих случаях обвиняемыми стали молодые люди, никаких действительных попыток к «беспорядкам» и «перевороту» они не предпринимали и все общались в мессенджере Telegram. Политолог Екатерина Шульман сравнила «Ростовское дело» с делом «Сети», «Нового величия» и делом Константина Котова, отметив у них у всех отсутствие жертв и прочего урона. Политолог Кирилл Рогов считает, что дело «Нового величия», дело Азата Мифтахова и «Ростовское дело» являются операцией «по запугиванию молодежных политических групп». По оценке политолога Алексея Макаркина, опасность подобных организаций, как было в «ростовском деле» и деле «Нового величия», для государства «мягко говоря, значительно преувеличена». Он считает, что государство видит жестокое наказание — лишение свободы — в качестве основного способа борьбы с вовлечением молодежи в политику. Обозреватель «Новой газеты» Леонид Никитинский полагает, что «Ростовское дело» и дела «Нового величия» и «Сети» не получилось бы «родить в недрах региональных ФСБ», если бы с 30 декабря 2008 года около дюжины составов преступлений, в том числе «массовые беспорядки» и «террористический акт», не были изъяты у присяжных.

## Кампания в защиту обвиняемых
Больше 100 российских студентов подписали открытое письмо в защиту Мордасова, Сидорова и Шашмина.
Активисты создали петицию на сайте Change.org с требованием отменить приговор по «Ростовскому делу». На данный момент её подписали почти 90 тыс. человек.
15 ноября 2018 года международная правозащитная организация Amnesty International призвала отпустить задержанных.
Депутат ЛДПР Сергей Иванов попросил Генеральную прокуратуру проверить приговор по «Ростовскому делу».
Депутат Азовской городской думы Владимир Юров выступил в поддержку ростовских фигурантов.
5 октября 2019 года ростовское отделение партии «Яблоко» разместила заявление с требованием отменить приговор.
10 декабря 2019 года Либертарианская партия России опубликовала ролик в защиту обвиняемых.

### Блокировка сайта активистов
16 января 2020 года стало известно, что Tilda заблокировала сайты активистов по «Ростовскому делу» и «Московскому делу». Своё решение руководители Tilda объяснили в письме тем, что на сайтах присутствует «политически направленная информация», а их платформа ориентирована на бизнес-проекты. Позже руководство Tilda принесло свои извинения за блокировку.

### Акции поддержки
Пикеты в защиту Мордасова, Сидорова и Шашмина проходили в Ростове-на-Дону, Нью-Йорке, Томске, Омске, Санкт-Петербурге, Йошкар-Ола, Краснодаре, Барнауле, Москве.

## Последствия
Фигуранты «Ростовского дела» оказались в числе номинантов на Премию Бориса Немцова в 2020 году.
Amnesty International назвала Мордасова, Сидорова и Шашмина узниками совести, правозащитная организация Мемориал признала их политзаключенными.
Впоследствии семьи фигурантов «Ростовского дела», «Нового величия», «Сети» и других объединились в общественное движение «Матери против политических репрессий».
3 сентября 2021 года Алексей Навальный сообщил, что отдаст деньги от премии Бориса Немцова, которую он получил ранее в том году, семьям политзаключённых, среди которых семьи Павла Зеленского, Андрея Боровикова, а также Яна Сидорова и Владислава Мордасова.